# Državni udar u Kraljevini Jugoslaviji
Državni udar u Kraljevini Jugoslaviji od 27. ožujka 1941. godine bio je državni udar koji je izvela skupina časnika vojske Kraljevine Jugoslavije. Većina ih je bila iz ratnog zrakoplovstva.   
Urotnici su bili pro-britanski orijetnirani, te su djelovali u dosluhu s Velikom Britanijom i s ciljem uvlačenja Kraljevine Jugoslavije u Drugi svjetski rat na strani Saveznika. Glavni organizator puča je bio brigadni general ratnog zrakoplovstva Borivoje Mirković, bojnik kraljeve garde Živan Knežević i njegov brat Radoje Knežević; general Dušan Simović - raniji načelnik Generalštaba Vojske Kraljevine Jugoslavije - pristao je biti predsjednik pučističke vlade i prije udara se sastao s britanskim vojnim (zrakoplovnim) atašeom, najavivši mu skori vojni udar; međutim Simović nije bio upoznat sa svim detaljima organizacije puča. Sam Winston Churchill je 22. ožujka 1941. godine dao nalog da se pod svaku cijenu mora nastojati Jugoslaviju uvući u rat. General Simović je britanskom vojnom atašeu neposredno pred izvođenje puča najavio jugoslavenski napad na Albaniju (tj. na Italiju, čije su se trupe ondje nalazile i odande napadale Grčku), te neizbježni rat s talijanskim saveznicama Bugarskom i Njemačkom, u vrlo kratkom roku.
Puč je poduzet u vrijeme nakon što je Velika Britanija bila odlučila intervenirati radi spasa Grčke, koju je još u listopadu 1940. godine bila napala Kraljevina Italija; od 4. ožujka 1941. godine je počelo prevoženje 58.000 britanskih vojnika u Grčku ("Operacija Lustre").

## Urota
Urota je pod imenom Konspiracija bila pokrenuta još 1938. godine u redovima članova Srpskog kulturnog kluba, sa začetnicima iz reda članova nekadašnje organizacije Crna ruka, koji su pučiste organizirali na način kako je ranije djelovalo to velikosrpsko tajno društvo. Nakon što su oni stupili u kontakt s istaknutim generalom zrakoplovstva (načelnikom glavnog štaba ratnog zrakoplovstva) Borivojem Markovićem, on postaje glavna figura među urotnicima. Državni udar je organiziran na poticaj britanske tajne službe "Special Operations Executive" (SOE) i britanske vojne obavještajne službe, koja je u njega uz čelništvo jugoslavenske vojne obavještajne službe i razne druge vojne časnike uključila i čelnika četničkog pokreta Iliju Trifunovića-Birčanina.
Urotnici su - kao uvjereni velikosrbi - bili jako protiv sporazuma Cvetković-Maček i protiv stvaranja Banovine Hrvatske.
O planiranom udaru je bio obaviješten i vrh četničkog pokreta, među njima Ilija Trifunović-Birčanin. O priprema za puč su bile obaviještene britanske obavještajne službe - inače su regent Pavle, Maček, Cvetković i njegova vlada bili vrlo probritanski nastrojeni, ali su u postojećim strateškim okolnostima potpisali 25. ožujka 1941. godine u Beču pakt o nenapadanju s Njemačkom - te je u kompliciranim okolnostima vremena u kojima je Britancima na svim ratištima išlo loše naposljetku pučistima dano "zeleno svjetlo" za vojni udar koji je trebao u stanovitoj mjeri uzdrmati njemački geostrateški položaj - makar je njime ugrožen sam opstanak Jugoslavije. Interesi presudnog rata s Njemačkom koji je bio u tijeku, bili su u tom trenutku važniji od dugoročnih britanskih geostrateških planova i od interesa kraljevine koja je bila bliski britanski saveznik i čija je kraljevska kuća bila u bliskim odnosima s britanskom kraljevskom kućom.
Presudnu ulogu u puču je imala Velika Britanija, koja je od svojeg od Jugoslavije kao svojeg savezika očekivala da joj se pridruži u ratu, osobito nakon što se i njen preostali balkanski saveznik Grčka našla krajem listopada 1940. godine u ratu nakon napada talijanskih trupa iz Albanije na Grčku. Pritom su se Britanci nadali da bi jugoslavenska vojska mogla odlučno braniti Srbiju, umjesto da odmah izvede povlačenje prema Makedoniji i Grčkoj. Najkasnije od jeseni 1940. godine je s tom svrhom britanska tajna služba potplaćivala neke jugoslavenske generale i političare. Neposredno prije najavljenog pristupanja Jugoslavije Trojnom paktu, 24. ožujka 1941. god. će Anthony Eden, tadašnji šef odbora britanske vlade "Political Warfare Executive" ("Služba za političko ratovanje") pisati britanskom veleposlaniku u Beogradu Ronaldu I. Cambellu:  »Vi ste ovlašteni sada da nastavite ... svim sredstvima kojim raspolažete da pokrenete vođe i javno mišljenje da shvati stvarnost i da djeluje u skladu sa situacijom. Imate moje puno ovlaštenje za sve mjere koje smatrate ispravnima da pomognete promjenu vlade ili režima čak i državnim udarom.« Dodao je Anthony Eden u istoj poruci, da će svaka nova vlada Jugoslavije, spremna da se odupre njemačkim zahtjevima, imat će punu podršku Britanije: »Možete tajno obavijestiti o tome svakog mogućeg vođu.«  Uz to je Eden opunomoćio Campbella da potencijalnim novim jugoslavenskim vođama obeća da će, u slučaju da Jugoslavija bude uvučena u rat na strani Velike Britanije, ona po zaključenju mira podržati jugoslavenski zahtjev za priključenjem Istre.

## Vojni udar
U vojnom udaru izvedenom 27. ožujka 1941. godine svrgnuta je vlada Dragiše Cvetkovića i regent Pavle Karađorđević. Maloljetni kralj Petar II. Karađorđević je samog sebe proglasio punoljetnim (8 i pol mjeseci prije nego što je navršio osamnaestu godinu), te je na dan puča putem radio postaje više puta pozvao stanovništvo države da se ne protive puču. General Dušan Simović formirao je koalicijsku vladu. Nakon vojnoga udara i formiranja vlade pokušali su uvjeriti Njemačku kako vlada nije istupila iz Trojnog pakta, da je vojni udar unutarnja stvar države i kako pučistička vlada i dalje ostaje pri potpisanom dokumentu pakta.
Makar je početkom 1941. godine izgledalo mogućim da ratne operacije zaobiđu područje Kraljevine Jugoslavije, nakon puča Sile Osovine ocijenile su situaciju u Jugoslaviji odveć nestabilnom, a nove pučističke vlasti odveć sklonima Velikoj Britaniji da bi ih mogle tolerirati u području Europe pod svojom dominacijom.

## Nakon udara: brzi poraz u Travanjskom ratu
Državni udar u Beogradu bio je koordiniran s iskrcavanjem britanskih snaga u Grčkoj: nakon što su Britanci bili uspostavili jaku bazu na Kreti, na grčko kopno je upravo u vrijeme državnog udara u Kraljevini Jugoslaviji pokrenuto iskrcavanje 58.000 britanskih, novozelandskih i australskih vojnika.
Njemačkoj je bilo potrebno tek nekoliko dana da pokrene svoje vojne snage u napad na Kraljevinu Jugoslaviju: snažne njemačke snage koje će izvršiti ključni udar na područje Makedonije i krenuti potom prema Beogradu bile su već dovedene na područje Bugarske radi suočavanja s britanskim snagama koje su pristizale u Grčku. U kratkom Travanjskom ratu, u 12 dana, od 6. do 17. travnja 1941. godine Jugoslavenske vojne snage posve su poražene: nakon 10. travnja zapravo i neće biti otpora invazijskim snagama. Generali koji su izvršili državni udar nisu uspjeli organizirati ni jednu ozbiljnu borbenu operaciju radi obrane zemlje, te je u invaziji poginuo samo 151 njemački vojnik. Bezuvjetnu kapitulaciju Kraljevine Jugoslavije potpisao je 17. travnja 1941. godine general Radivoje Janković. Nakon toga su Sile Osovine posve razdijelile Jugoslaviju: znatan dio teritorija te države nastale 23 godine ranije bio je razdijeljen između država koje su sudjelovale u invaziji, a od preostalog dijela su formirane Nezavisna Država Hrvatska, Srbija pod njemačkom okupacijom i Kraljevina Crna Gora pod vlašću talijanske monarhije. 
Kralj Petar II. Karađorđević i jugoslavenska vlada Dušana Simovića povukli su se iz Beograda, te su preko Užica, Sarajeva i Nikšića zrakoplovima napustili zemlju, ponijevši sa sobom zlatne rezerve iz državne blagajne.
Nakon brzog raspada Jugoslavije, Njemačke trupe su ušle u Grčku, te su Britanci odande počeli evakuirati svoje snage već 17. travnja 1941. god. ("Operacija Demon") - tj. istoga dana kada je Kraljevina Jugoslavija posve poražena.